# Verde menta
A destra è mostrato il colore verde menta.
Si tratta di una gradazione molto chiara di verde, vagamente tendente all'azzurro.
A destra è mostrato il colore verde menta chiaro.
Nel campo delle vernici, è definito verde menta il RAL 6029 che, però, è abbastanza scuro e ha una maggiore incidenza della componente blu con il rosso totalmente assente. Equivale, infatti, alle coordinate RGB 0, 111, 61 e alle CMYK 100, 5, 90, 30.